# Army of the Peninsula
De Army of the Peninsula was een leger van de Geconfedereerde Staten van Amerika tijdens de Amerikaanse Burgeroorlog dat voornamelijk in de eerste maanden van het conflict bestond.
In mei 1861 werd kolonel John B. Magruder aangesteld als bevelhebber van de schiereiland van Virginia met als standplaats Yorktown. Op 26 mei stelde de Zuidelijke minister van oorlog LeRoy Pope Walker het Department of the Peninsula in. De militaire strijdmacht werd naar dit departement genoemd en hiermee kon Magruder een vroege Zuidelijke overwinning behalen in de slag bij Big Bethel.
Tegen het einde van 1861 telde zijn strijdmacht ongeveer 13.000 soldaten. Magruder was ondertussen voor zijn verdienste bevorderd tot generaal-majoor. In april 1862 werd zijn leger opgenomen in de rechtervleugel van het leger dat aangevoerd werd door Joseph E. Johnston. Ze maakten defensieve stellingen klaar om de verwachte aanval van de Noordelijke generaal George B. McClellan op te vangen. Deze strijd zou bekend worden als de Schiereilandveldtocht. Hoewel het Army of the Peninsula officieel niet meer bestond op dat moment, was de strijdmacht van Magruder belangrijk in het vertragen van de Noordelijke opmars naar de Zuidelijke hoofdstad Richmond.